# Arhiducesa Maria Christina, Ducesă de Teschen
Maria Christina Johanna Josepha Antonia von Habsburg-Lothringen (13 mai 1742 – 24 iunie 1798), a fost a patra fiică și al cincilea copil al Mariei Tereza a Austriei și al împăratului romano-german Francisc I. În familie i se spunea „Mimi”. A fost regentă a Olandei austriece în perioada 1781-1793. 

## Familie

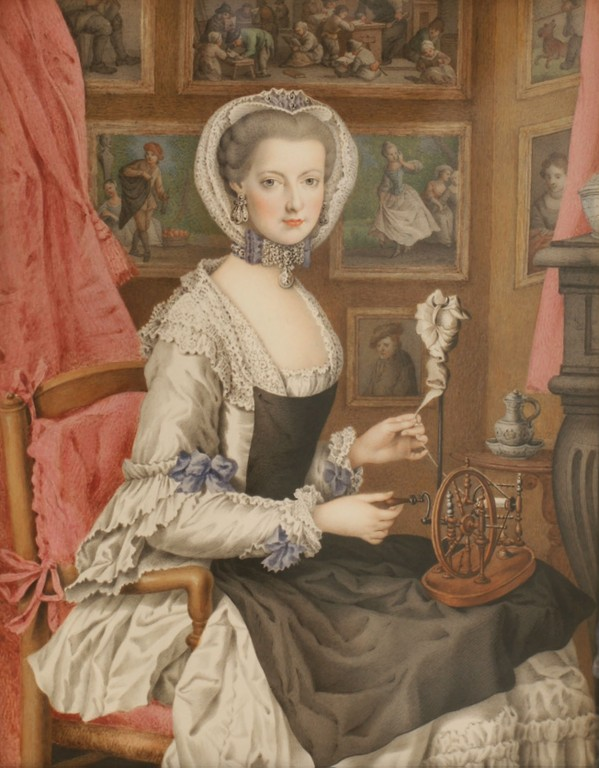
Maria Cristina

Născută la 13 mai 1742 la Viena, Austria, Maria Cristina a fost a patra fiică însă a doua în viață a împăratului Francisc I și a împărătesei Maria Tereza a Austriei. A fost copilul favorit al mamei sale deoarece împărțeau aceeași zi de naștere. Mimi nu era numai frumoasă ci și inteligentă și cu har artistic.
Prima soție a fratelui ei împăratul Iosif al II-lea, Isabela de Parma a devenit prietena ei cea mai bună. Isabela și-a numit a doua fiică după ea.

## Căsătorie
Maria Cristina era o femeie foarte inteligenta, care a știut cum să-și manipuleze părinții, mai ales pe mama ei. Moartea neașteptată a tatălui ei, Francisc I, și depresia care a urmat în viața Mariei Tereza a însemnat că Maria Cristina a reușit să-și convingă vulnerabila și sentimentala mamă să-i permită ei să se căsătorească din dragoste decât din motive de stat. A fost singurul copil căruia i s-a permis să facă acest lucru. 
Ea l-a ales pe vărul ei de-al doilea Prințul Albert de Saxonia, care nu deținea nici o mare avere nici nu oferea un tron; el a fost numit arhiduce, guvernator al Ungariei, iar cuplului i s-a dat ducatul de Teschen. în 1780, cei doi au fost numiți guvernatori ai Țărilor de Jos austriece. Căsnicia a fost una fericită.

## Relația cu frații ei

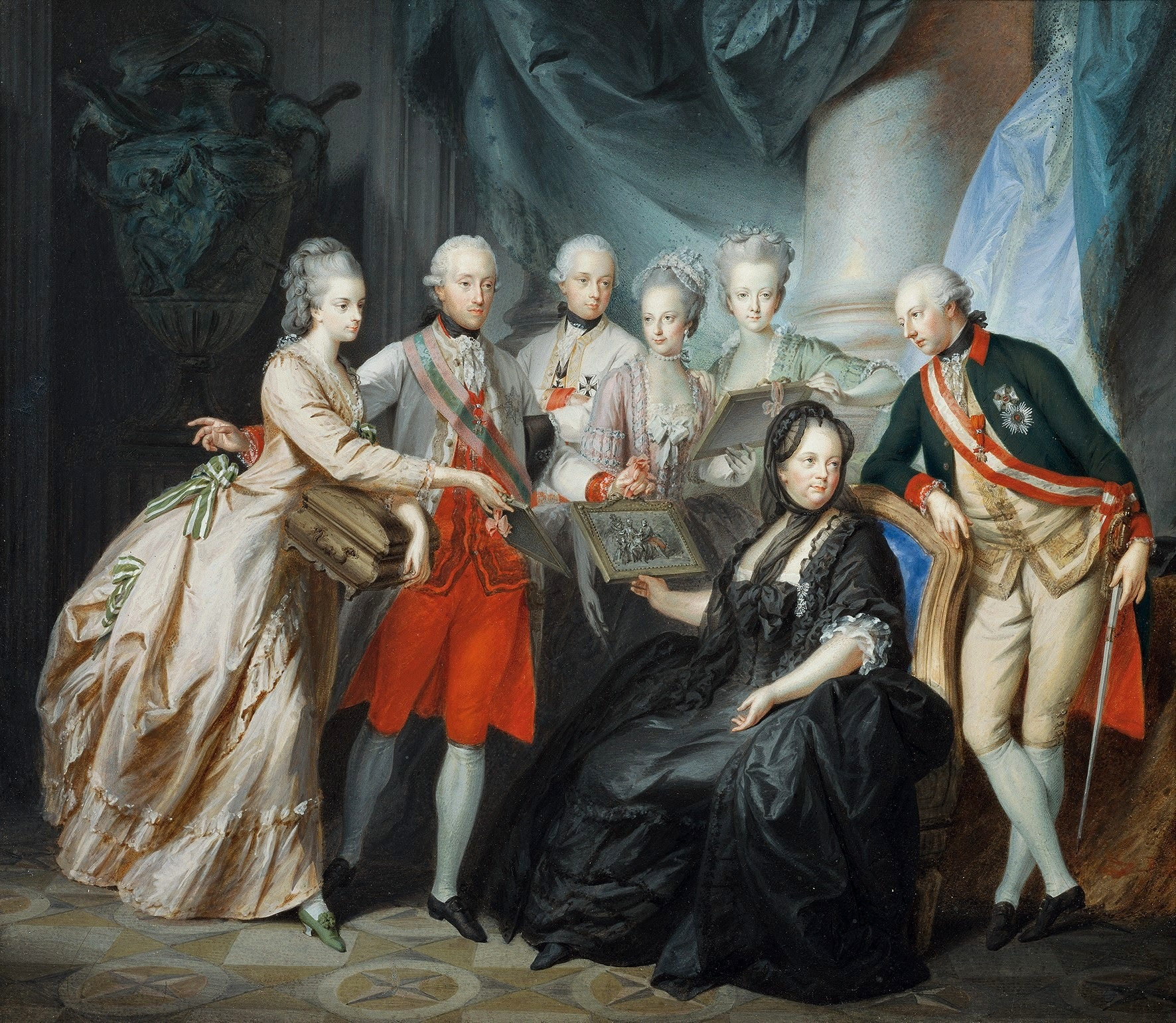
Împărăteasa Maria Tereza cu familia, 1776.

Una dintre surorile ei, arhiducesa Maria Amalia, a fost îndrăgostită de un prinț minor, Carol de Zweibrücken, dar a fost forțată să se căsătorească cu Ferdinand de Parma. Norocul Mariei Cristina de a se căsători cu bărbătul pe care l-a iubit le-a deranjat pe celelalte fiice ale Mariei Tereza. Nu numai că ea s-a căsătorit cu persoana iubită dar a primit și o zestre mare cum a fost ducatul de Teschen.
Maria Amalia, fiica cea mai afectată, s-a înstrăinat de mama ei pentru tot restul vieții împărătesei. Deși Maria Antoaneta i-a scris scrisori din Franța, Mimi nu s-a bucurat de aceeași apropiere pe care Maria Antoaneta a acordat-o celorlalte surori ca Maria Amalia și Maria Carolina, care toate au făcut nu numai schimb de scrisori dar și de rochii, portrete și alte cadouri. Este interesant de notat că nu numai surorile ei au fost afectate de favoritismul mamei lor.
Fratele lor Leopold o displăcea pe Mimi din cauza limbii ei ascuțite și mai presus de toate, din cauza obiceiul ei de a spune totul împărătesei; în felul acesta Mimi crea probleme și era răutăcioasă cu frații ei. A folosit preferința și slăbiciunea pentru ea a cumnatei sale Isabela de Parma pentru a avea control asupra fratelui ei și moștenitorul mamei sale, Iosif.
Frații Mariei Cristina, în special surorile ei, n-au iertat-o niciodată, nici chiar după decesul mamei lor. Regina Maria Antoaneta a Franței, sora ei mai mică, a ignorat-o în timpul vizitei ei în Franța și a tratat-o ca pe orice oaspete de stat atunci când a vizitat Palatul Versailles. 
Maria Cristina a avut un singur copil, prințesa Cristina de Saxonia, care a murit la 17 mai 1767, la o zi după naștere. Cuplul l-a adoptat pe nepotul Mariei Cristina - fiul fratelui ei Leopold și a Mariei Ludovica a celor Două Sicilii (ambii au murit în 1792 de foarte tineri) - Arhiducele Carol de Austria.
Maria Cristina a fost înmormântată la Viena împreună cu soțul și fiica ei. 

## Arbore genealogic
1. ↑  The Peerage